# 有刺戳花介
有刺戳花介（学名：Stigmatoeythere spinosa）为粗面介科戳花介屬下的一个种。